# Teresław
Teresław – wieś sołecka w Polsce położona w województwie mazowieckim, w powiecie mińskim, w gminie Dębe Wielkie.
W latach 1975–1998 miejscowość administracyjnie należała do województwa siedleckiego.
Spis powszechny w 2011 ustalił populację wsi na 48 osób. Według danych przedstawionych przez władze gminne w 2020 było ich 56.
Wierni Kościoła rzymskokatolickiego należą do parafii Świętych Apostołów Piotra i Pawła w Dębem Wielkim.